# Uccelli estinti del tardo Quaternario
Di seguito è riportata una lista di uccelli estintisi nel tardo Quaternario: si tratta dunque esclusivamente di neorniti, in quanto tutte le altre linee evolutive di uccelli si estinsero durante il Cretaceo; inoltre, questi uccelli per la stragrande maggioranza si sono estinti per cause naturali (grandi cataclismi, competizione diretta con altri animali evolutisi in quel periodo), con interferenze umane scarse o nulle.

## Struthioniformes
- Aepyornithidae
  - Aepyornis
    - Aepyornis hildebrandti
    - Aepyornis maximus – uccello elefante
    - Aepyornis medius – uccello elefante mezzano
    - Aepyornis gracilis – uccello elefante minore
- Dinornithidae
  - Anomalopteryx
    - Anomalopteryx didiformis

  - Euryapteryx
    - Euryapteryx curtus – moa dei cespugli dell'Isola del Nord
    - Euryapteryx geranoides – moa dei cespugli dell'Isola del Sud

  - Pachyornis
    - Pachyornis australis – moa crestato
    - Pachyornis elephantopus – moa dalle zampe grandi
    - Pachyornis mappini – moa di Mappin

  - Dinornis
    - Dinornis novaezealandiae moa gigante dell'Isola del Nord
    - Dinornis robustus – moa gigante

  - Emeus
    - Emeus crassus – moa orientale

  - Megalapteryx
    - Megalapteryx benhami – moa minore di Benham
    - Megalapteryx didinus – moa minore
- Struthionidae
  - Struthio asiaticus – struzzo asiatico
- Apterygidae
  - Apteryx sp. – kiwi orientale

## Anseriformes
- Dromornithidae
  - Genyornis
    - Genyornis newtoni
- Anatidae
  - Centrornis
    - Centrornis majori – oca malgascia

  - Chendytes
    - Chendytes lawi – oca tuffatrice di Law

  - Cnemiornis
    - Cnemiornis calcitrans – oca dell'Isola del Sud
    - Cnemiornis gracilis – oca dell'Isola del Nord

  - Geochen
    - Geochen rhuax – oca di Wetmore

  - Pachyanas
    - Pachyanas chathamica – anatra di Chatham island

  - Moa-nalo
    - Chelychelynechen
      - Chelychelynechen quassus

    - Ptaiochen
      - Ptaiochen pau

    - Thambetochen
      - Thambetochen chauliodous
      - Thambetochen xanion

  - Specie estinte di generi viventi
    - Alopochen sirabensis – volpoca malgascia
    - Anas pachyscelus – anatra inetta delle Bermude
    - Anas sp. – alzavola di Macquarie
    - Biziura delautouri – anatra di De Lautour
    - Branta hylobadistes – nene-nui
    - Chenonetta finschi – anatra di Finsch
    - Dendrocygna sp. – fischione di Aitutaki
    - Malacorhynchus scarletti – anatra di Scarlett
    - Mergus sp. – smergo di Chatham Island
    - Oxyura vantetsi – gobbo neozelandese
    - Tadorna sp. – volpoca di Chatham Island
    - Sottospecie estinte di specie viventi
      - Anas chlorotis ssp. – alzavola di Chatham Island
      - Cygnus atratus sumnerensis – cigno nero neozelandese

  - Specie di dubbia collocazione
    - Branta sp. – oca gigante di Hawaii
    - Anatra inetta di Rota
    - Oca dagli occhi piccolo
    - Oca gigante di Oahu
    - Volpoca zampelunghe

## Galliformes
- Sylviornithidae
  - Sylviornis
    - Sylviornis neocaledoniae – du'
- Megapodidae
  - Megavitiornis
    - Megavitiornis altirostris – megapodio reale

  - Specie estinte di generi viventi
    - Leipoa gallinacea (sinonimi Progura gallinacea, Progura naracoortensis)
    - Megapodius alimentum – megapodio consumato
    - Megapodius amissus – megapodio di Viti Levu
    - Megapodius molistructor – megapodio costruttore
    - Megapodius sp. – megapodio della Nuova Irlanda
    - Megapodius sp. – megapodio di Eua
    - Megapodius sp. – megapodio di Lifuka
- Phasianidae
  - Specie estinte di generi viventi
    - Coturnix gomerae – quaglia delle Canarie

## Charadriiformes
- Laridae
  - Specie estinte di generi viventi
    - Larus utunui – gabbiano di Huahine
    - Larus sp. – gabbiano di Kauai
- Charadriidae
  - Specie estinte di generi viventi
    - Vanellus madagascariensis – pavoncella malgascia
- Alcidae
  - Specie estinte di generi viventi
    - Fratercula dowi – pulcinella di mare di Dow
- Scolopacidae
  - Specie estinte di generi viventi
    - Coenocorypha chathamensis – beccaccia di Forbes
    - Coenocorypha miratropica – beccaccia di Viti Levu
    - Coenocorypha sp. – beccaccia della Nuova Caledonia
    - Coenocorypha sp. – beccaccia di Norfolk Island
    - Prosobonia sp. – beccaccia di mare di Henderson Island
    - Prosobonia sp. – beccaccia di mare di Ua Huka
    - Prosobonia sp. – beccaccia di mare malgascia
    - Scolopax anthonyi – beccaccia portoricana

## Gruiformes
- Rallidae
  - Capellirallus
    - Capellirallus karamu – rallo beccaccia

  - Vitirallus
    - Vitirallus watlingi – rallo di Viti Levu

  - Hovacrex
    - Hovacrex roberti – gallinella d'acqua di Hova

  - Nesotrochis
    - Nesotrochis debooy – rallo cavernicolo delle Antille
    - Nesotrochis picapicensis – rallo cavernicolo cubano
    - Nesotrochis steganinos – rallo cavernicolo haitiano

  - Specie estinte di generi esistenti
    - Fulica chathamensis – folaga di Chatham Island
    - Fulica prisca – folaga neozelandese
    - Gallinula hodgenorum – gallinella d'acqua di Hodgen
    - Gallinula sp. – gallinella d'acqua di Viti Levu (ascrivibile a Pareudiastes se e quando il genere verrà ritenuto valido)
    - Gallirallus epulare – rallo di Nuku Hiva
    - Gallirallus gracilitibia – rallo di Ua Huka
    - Gallirallus huiatua – rallo di Niue
    - Gallirallus riletti – rallo di Tahuata
    - Gallirallus ripleyi – rallo di Mangaia
    - Gallirallus storrsolsoni – rallo di Huahine
    - Gallirallus vekamatolu – rallo di Eua
    - Gallirallus sp. – rallo della Nuova Irlanda
    - Gallirallus sp. – rallo delle Marianne
    - Gallirallus sp. – rallo di Hiva Oa
    - Gallirallus sp. – rallo di Norfolk Island
    - Nesoclopeus sp. – rallo di Lifuka
    - Porphyrio kukwiedei – pollo sultano della Nuova Caledonia
    - Porphyrio mantelli – takahe dell'Isola del Nord
    - Porphyrio mcnabi – pollo sultano di Huahine
    - Porphyrio paepae – pollo sultano delle Marchesi
    - Porphyrio sp. – folaga della Nuova Irlanda
    - Porphyrio sp. – folaga di Buka
    - Porphyrio sp. – folaga di Mangaia (ascrivibile a Pareudiastes se e quando il genere verrà ritenuto valido)
    - Porphyrio sp. – folaga di Norfolk
    - Porphyrio sp. – folaga di Rota
    - Porphyrio sp. – folaga gigante
    - Porzana keplerorum – schiribilla minore di Maui
    - Porzana menehune – schiribilla nana
    - Porzana ralphorum – schiribilla maggiore di Oahu
    - Porzana rua – schiribilla di Mangaia
    - Porzana severnsi – schiribilla maggiore di Maui
    - Porzana ziegleri – schiribilla minore di Oahu
    - Porzana sp. – schiribilla delle Isole Marchesi
    - Porzana sp. – schiribilla delle Marianne
    - Porzana sp. – schiribilla dell'Isola di Pasqua
    - Porzana sp. – schiribilla di Huahine
    - Porzana sp. – schiribilla di Mangaia
    - Porzana sp. – schiribilla maggiore di Hawaii
    - Porzana sp. – schiribilla maggiore di Kauai
    - Porzana sp. – schiribilla mezzana di Kauai
    - Porzana sp. – schiribilla mezzana di Maui
    - Porzana sp. – schiribilla minore di Hawaii
    - Rallus eivissensis – rallo di Ibiza

  - Specie di dubbia collocazione
    - Rallidae gen. & sp. indet. – rallo dell'Isola di Pasqua
    - Rallidae gen. & sp. indet. – rallo di Barbados (precedentemente classificato come Fulica podagrica)
    - Rallidae gen. & sp. indet. – rallo di Fernando de Noronha
- Gruidae
  - Specie estinte di generi viventi
    - Grus cubensis – gru inetta cubana
- Aptornithidae
  - Aptornis
    - Aptornis defossor – trombettiere neozelandese meridionale
    - Aptornis otidiformis – trombettiere neozelandese settentrionale
- Rhynochetidae
  - Specie estinte di generi viventi
    - Rhynochetos orarius – kagu di pianura

## Ciconiiformes
- Ardeidae
  - Specie estinte di generi viventi
    - Ardea bennuides – airone arabo
    - Nycticorax kalavikai – nitticora di Niue
    - Nycticorax sp. – nitticora di Eua
    - Nycticorax sp. – nitticora di Lifuka
- Threskiornithidae
  - Apteribis
    - Apteribis brevis – apteribis di montagna di Maui
    - Apteribis glenos – apteribis di Molokai
    - Apteribis sp. – apteribis di pianura di Maui

  - Xenicibis
    - Xenicibis xympithecus – ibis dalle ali a clava
- Teratornithidae
  - Teratornis
    - Teratornis merriami
- Cathartidae
  - Specie estinte di generi viventi
    - Coragyps occidentalis – avvoltoio nero del Pleistocene

## Pelecaniformes
- Sulidae
  - Sottospecie estinte di specie viventi
    - Papasula abbotti costelloi – sula di Ua Huka

## Procellariiformes
- Procellariidae
  - Specie estinte di generi viventi
    - Puffinus holeae – berta di Hole
    - Puffinus olsoni – berta di Lava
    - Puffinus spelaeus – berta di Scarlett
    - Puffinus sp. – berta di Minorca
    - Pterodroma jugabilis – petrello di Oahu
    - Pterodroma sp. – petrello delle Canarie
    - Pterodroma sp. – petrello di Chatham Island
    - Pterodroma sp. – petrello di Henderson Island

## Sphenisciformes
- Spheniscidae
  - Specie estinte di generi viventi
    - Eudyptes sp. – pinguino di Chatham Island

## Columbiformes
- - Dysmoropelia
    - Dysmoropelia dekarchiskos – tortora di Sant'Elena

  - Natunaornis
    - Natunaornis gigoura – piccione gigante di Viti Levu

  - Specie estinte di generi viventi
    - Caloenas canacorum  - colomba delle Nicobare maggiore
    - Didunculus placopedetes – diduncolo tongano
    - Ducula david – piccione imperiale di Steadman
    - Ducula harrisoni – piccione imperiale di Henderson Island
    - Ducula lakeba – piccione imperiale di Lakeba
    - Ducula sp. – piccione imperiale tongano
    - Gallicolumba leonpascoi – tortora terrestre di Henderson Island
    - Gallicolumba longitarsus – tortora terrestre della Nuova Caledonia
    - Gallicolumba nui – tortora terrestre maggiore
    - Gallicolumba sp. – tortora terrestre di Huahine
    - Gallicolumba sp. – tortora terrestre di Mangaia
    - Gallicolumba sp. – tortora terrestre di Rota
    - Geotrygon larva – tortora-quaglia portoricana
    - Macropygia arevarevauupa – tortora-cuculo delle Isole della Società
    - Macropygia heana – tortora-cuculo delle Isole Marchesi
    - Ptilinopus sp. – colomba frugivora di Tubuai

  - Specie di dubbia collocazione
    - Columbidae gen. & sp. indet. – piccione arcaico di Henderson Island

## Psittaciformes
- Cacatuidae
  - Specie estinte di generi viventi
    - Cacatua sp. – cacatua della Nuova Caledonia
    - Cacatua sp. – cacatua della Nuova Irlanda
- Psittacidae
  - Specie estinte di generi viventi
    - Ara autocthones – ara di Saint Croix
    - Eclectus infectus – ecletto pacifico
    - Nestor productus – kaka di Norfolk Island
    - Vini sinotoi – lorichetto di Sinoto
    - Vini vidivici – lorichetto conquistato

  - Sottospecie estinte di specie viventi
    - Amazona vittata subsp. indet. – amazzone delle Isole Vergini

## Cuculiformes
- - ’Specie estinte di generi viventi'
    - Coua berthae – coua di Bertha
    - Coua primaeva – coua antica
    - Eudynamis sp. – cuculo di Henderson Island
    - Sottospecie estinte di generi viventi
      - Geococcyx californianus conklingi – corridore della strada di Conkling

## Falconiformes
- Accipitridae
  - Bermuteo
    - Bermuteo avivorus – falco delle Bermude

  - Gigantohierax
    - Gigantohierax suarezi – falco gigante cubano

  - Titanohierax
    - Titanohierax gloveralleni – falco gigante delle Bahamas
    - Titanohierax sp. – falco gigante di Hispaniola

  - Harpagornis
    - Harpagornis moorei – Aquila di Haast

  - Specie estinte di generi viventi
    - Accipiter efficax – astore reale
    - Accipiter quartus – astore gracile
    - Aquila sp. – aquila malgascia
    - Buteogallus borrasi – aquila di Borras (precedentemente ascritta ad ‘'Aquila'’ e ‘'Titanohierax'’)
    - Circus dossenus – albanella mimo
    - Circus eylesi – falco di palude di Harrier
    - Stephanoaetus mahery – aquila coronata malgascia
- Falconidae
  - Specie estinte di generi viventi
    - Caracara creightoni – caracara delle Bahamas
    - Caracara latebrosus – caracara portoricano
    - Falco kurochkini – gheppio cubano
    - Milvago carbo – caracara cubano
    - Milvago sp. – caracara giamaicano

## Caprimulgiformes
- Caprimulgidae
  - Specie estinte di generi viventi
    - Siphonorhis daiquiri – succiacapre cubano

## Apodiformes
- Apodidae
  - Specie estinte di generi viventi
    - Aerodramus manuoi – balestruccio di Mangaia (precedentemente ascritta al genere Collocalia)
- Aegothelidae
  - Specie estinte di generi viventi
    - Aegotheles novaezealandiae – caprimulgo-gufo neozelandese (precedentemente ascritto al genere Megaegotheles)

## Bucerotiformes
- Bucerotidae
  - Specie estinte di generi viventi
    - Aceros sp. – bucero di Lifou

## Strigiformes
- Strigidae
  - Grallistrix
    - Grallistrix auceps – gufo trampoliere di Kauai
    - Grallistrix erdmani – gufo trampoliere di Maui
    - Grallistrix geleches – gufo trampoliere di Molokai
    - Grallistrix orion – gufo trampoliere di Oahu

  - Ornimegalonyx
    - Ornimegalonxy oteroi – gufo corridore cubano

  - Specie estinte di generi viventi
    - Athene cretensis – civetta nana cretese
    - Ninox sp. – ulula della Nuova Caledonia

  - Specie di dubbia collocazione
    - Strigidae gen. & sp. indet. – gufo di Ibiza
- Tytonidae
  - Specie estinte di generi viventi
    - Tyto cavatica – barbagianni portoricano
    - Tyto istologa – barbagianni di Hispaniola
    - Tyto leticarti – barbagianni della Nuova Caledonia
    - Tyto melitensis – barbagianni maltese
    - Tyto neddi – barbagianni di Barbados
    - Tyto noeli – barbagianni di Noel
    - Tyto pollens – barbagianni delle Bahamas
    - Tyto riveroi – barbagianni di Rivero
    - Tyto sp. – barbagianni cubano
    - Tyto sp. – barbagianni di Antigua
    - Tyto sp. – barbagianni di Mussau
    - Tyto sp. – barbagianni maggiore della Nuova Irlanda
    - Tyto sp. – barbagianni minore della Nuova Irlanda

## Passeriformes
- Piazzamento incerto
  - Passeriformes gen. & sp. indet. – passeriforme dal becco sottile di Kauai
  - Passeriformes gen. & sp. indet. – passeriforme pigmeo di Kauai
- Acanthisittidae
  - Pachyplichas
    - Pachyplichas jagmi – scricciolo di Grant-Mackie
    - Pachyplichas yaldwyni – scricciolo di Yaldwyn

  - Dendroscansor
    - Dendroscansor decurvirostris – scricciolo beccolungo
    - Sottospecie estinte di specie viventi
      - Xenicus gilviventris ssp. nov. – scricciolo di roccia neozelandese dell'Isola del Nord
- Meliphagidae
  - Specie estinte di generi estintisi in tempi storici
    - Chaetoptila sp. – kioea dal becco sottile
    - Chaetoptila sp. – kioea di Oahu
- Corvidae
  - Specie estinte di generi viventi
    - Corvus antipodum – corvo neozelandese
      - Corvus antipodum antipodum – corvo neozelandese dell'Isola del Nord
      - Corvus antipodum pycrafti – corvo neozelandese dell'Isola del Sud

    - Corvus impluviatus – corvo dal becco largo
    - Corvus moriorum – corvo di Chatham Islands
    - Corvus viriosus . corvo robusto
    - Corvus pumilis – corvo portoricano
    - Corpus sp. – corvo della Nuova Irlanda
- Sturnidae
  - Specie estinte di generi viventi
    - Aplonis diluvialis – corvo di Huahine
- Sylviidae
  - Specie estinte di generi viventi
    - Cettia sp. – usignolo di Eua
- Zosteropidae
  - Specie di dubbia collocazione
    - Zosteropidae gen. & sp. indet. – occhiocotto tongano
- Turdidae
  - Specie estinte di generi viventi
    - Myadestes sp. – olomao di Maui
- Fringillidae
  - Specie estinte di generi viventi
    - Carduelis triasi – verdone di Trías

  - Orthiospiza
    - Orthiospiza howarthi – fringuello montano

  - Xestospiza
    - Xestospiza conica – fringuello hawaiiano dal becco a cono
    - Xestospiza fastigialis – fringuello hawaiiano dal becco crestato

  - Vangulifer
    - Vangulifer mirandus – fringuello hawaiiano dal becco piatto
    - Vangulifer neophasis – fringuello hawaiiano dal becco sottile

  - Aidemedia
    - Aidemedia chascax – ittero boccaperta di Oahu
    - Aidemedia zanclops – boccaperta dal becco a falce
    - Aidemedia lutetiae – ittero boccaperta di Maui Nui

  - Specie estinte di generi estintisi in tempi storici
    - Chloridops regiskongi – frosone hawaiiano gigante
    - Chloridops wahi – frosone hawaiiano di Oahu
    - Chloridops sp. – frosone hawaiiano di Kauai
    - Chloridops sp. – frosone hawaiiano di Maui
    - Ciridops tenax – fringuello hawaiiano dalle zampe larghe
    - Ciridops sp. – Ula-ai-Hawane di Molokai
    - Ciridops sp. – Ula-ai-Hawanw di Oahu
    - Hemignathus upupirostris – akialoa dal becco ricurvo
    - Hemignathus vorpalis – amahiki gigante
    - Loxioides kikuchi – crociere di Pila
    - Rhodacanthis forfex – fringuello koa dal becco a forbice
    - Rhodacanthis litotes – fringuello koa antico
    - Telespiza ypsilon – fringuello di Maui Nui
    - Telespiza persecutrix – fringuello di Kauai
    - Telespiza sp. – fringuello di Maui
- Emberizidae
  - Pedinornis
    - Pedinornis stirpsarcana – zigolo oscuro portoricano

  - Specie estinte di generi viventi
    - Emberiza alcoveri – zigolo zampelunghe
- Hirundinidae
  -     - Sottospecie estinte di specie viventi
      - Hirundo tahitensis ssp. nov. – rondine pacifica di Henderson Island
- Estrildidae
  - Specie estinte di generi viventi
    - Erythrura sp. – diamante pappagallo di Rota